# Bothriogryllacris brevicauda
Bothriogryllacris brevicauda är en insektsart som beskrevs av Rentz, D.C.F. 1983. Bothriogryllacris brevicauda ingår i släktet Bothriogryllacris och familjen Gryllacrididae. Inga underarter finns listade i Catalogue of Life.